# Aegerten
Aegerten is een gemeente en plaats in het Zwitserse kanton Bern, en maakt deel uit van het district Biel/Bienne.
Aegerten telt 1.816 inwoners.